# أندرياس يوهانسون

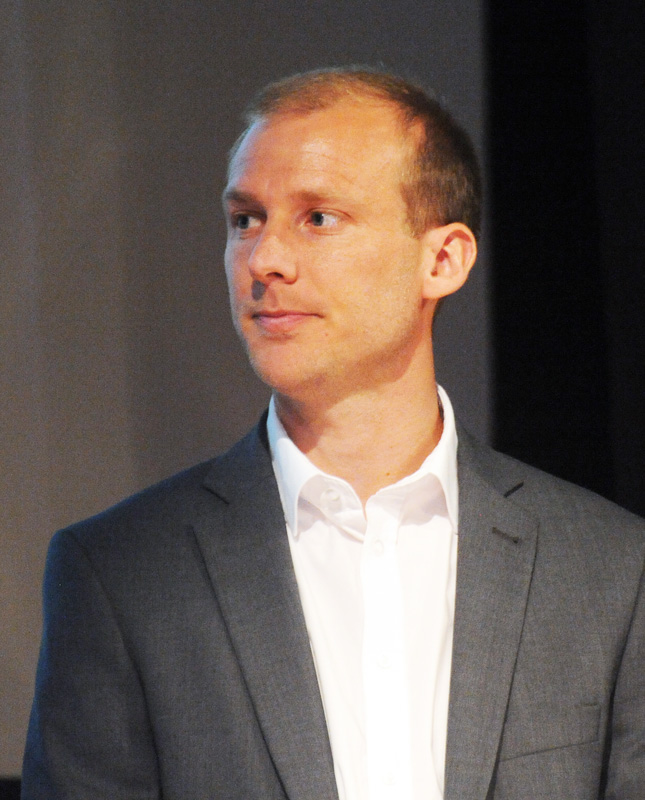

أندرياس يوهانسون (بالسويدية: Andreas Johansson) (مواليد 10 مارس 1982 في هالمستاد - السويد) لاعب كرة قدم سويدي يلعب حاليا لصالح نادي الدرجة الأولى بوخوم الألماني منذ 2009 في مركز الوسط المحوري

## مسيرته الكروية
لعب أندرياس يوهانسون خلال مسيرته الاحترافية مع 3 أندية في 19 موسمًا وسجل خلالها 21 هدفًا ضمن 451 مباراة. حيث فاز في موسم واحدًا بالكأس وموسم واحدًا بالدوري.
خاض أندرياس يوهانسون مسيرته مع نادي هالمستاد في موسم 2002 في المرة الأولى ليلعب معه ثمانية مواسم ثم ما بين عامي 2019 و2020 لمدة موسم واحد، مشاركًا طوالها في 195 مباراة سجل خلالها 11 هدفًا. ثم انتقل إلى نادي بوخوم في موسم 2009–10 واستمر معه طيلة ثلاثة مواسم، حيث شارك في 51 مباراة ولم يسجل أي هدف. لينتقل بعدها إلى نادي نورشوبينغ في موسم 2012 ليلعب معه سبعة مواسم، مشاركًا في 205 مباراة سجل خلالها 10 أهداف.

## روابط خارجية
- أندرياس يوهانسون على موقع الاتحاد الأوربي (الإنجليزية)
- أندرياس يوهانسون على موقع اتحاد السويد (السويدية)
- أندرياس يوهانسون على موقع قاعدة بيانات كرة القدم.إي يو (الإنجليزية)
- أندرياس يوهانسون على موقع بيانات كرة القدم. دي إي (الألمانية)
- أندرياس يوهانسون على موقع ناشيونال فوتبول تيمز (الإنجليزية)
- أندرياس يوهانسون على موقع Soccerway.com (الإنجليزية)
- أندرياس يوهانسون على موقع عالم كرة القدم.نت (الإنجليزية)
- أندرياس يوهانسون على موقع كووورة